# Minas I (ormiański patriarcha Konstantynopola)
Minas I (ur. ?, zm. ?) – w latach 1749–1751 52. ormiański Patriarcha Konstantynopola.